# Опук (мис)
45°01′43″ пн. ш. 36°13′21″ сх. д. / 45.02861° пн. ш. 36.22250° сх. д.
Опук (крим. Opuk) — мис у Криму, розташований на Чорноморському узбережжі Керченського півострова. Найвищою точкою мису є однойменна гора.

## Короткий опис
За чотири кілометри від берега, над морем здіймається група з чотирьох скель — Скелі-кораблі (Єлькою-Кая), що колись з'єднувалися з берегом. Найвища скеля височить над морем більш ніж на 20 метрів.
Висота гори Опук — 183 м. У її береговому схилі є глибокі ніші і гроти. Гора утворена з рифового вапняку.

## Природоохоронне значення
Мис та гора Опук, а також прилегла морська акваторія входять до складу Опуцького природного заповідника. Він є місцем гніздування рідкісних птахів, таких як рожевий шпак, сапсан, баклан чубатий, боривітер степовий, журавель степовий.
Аквально-прибережний комплекс мису Опук включено до переліку водно-болотні угідь України, що охороняються Рамсарською конвенцією.

## Військовий полігон
За три кілометри на захід від мису розташовуваний полігон Опук (полігон), який до анексії Криму використовували війська протиповітряної оборони України, тут же базувався 31-й дослідницький центр Чорноморського флоту Російської Федерації. Саме з цього полігону в 2001 була запущена ракета, що збила Ту-154 авіакомпанії «Сибір».
Після анексії Криму Росією на мисі Опук у безпосередній близькості від Кояського озера розташувався дальній військовий полігон «Опук» 810-ї бригади морської піхоти РФ. Щороку на ньому відбуваються широкомасштабні військові навчання із залученням авіації, кораблів, танків, це дійство супроводжується вибухами, артилерійськими стрільбами, висадкою повітряних десантів, залпами ракет РСЗВ типу «Град», а також навіть застосуванням хімічних військ. Такі військові навчання ставлять під загрозу безпеку фауни та екосистеми озера в цілому. Доступ туристів до озера фактично регулюється тепер не вимогами екології, а потребами військовиків Росії.

## Галерея

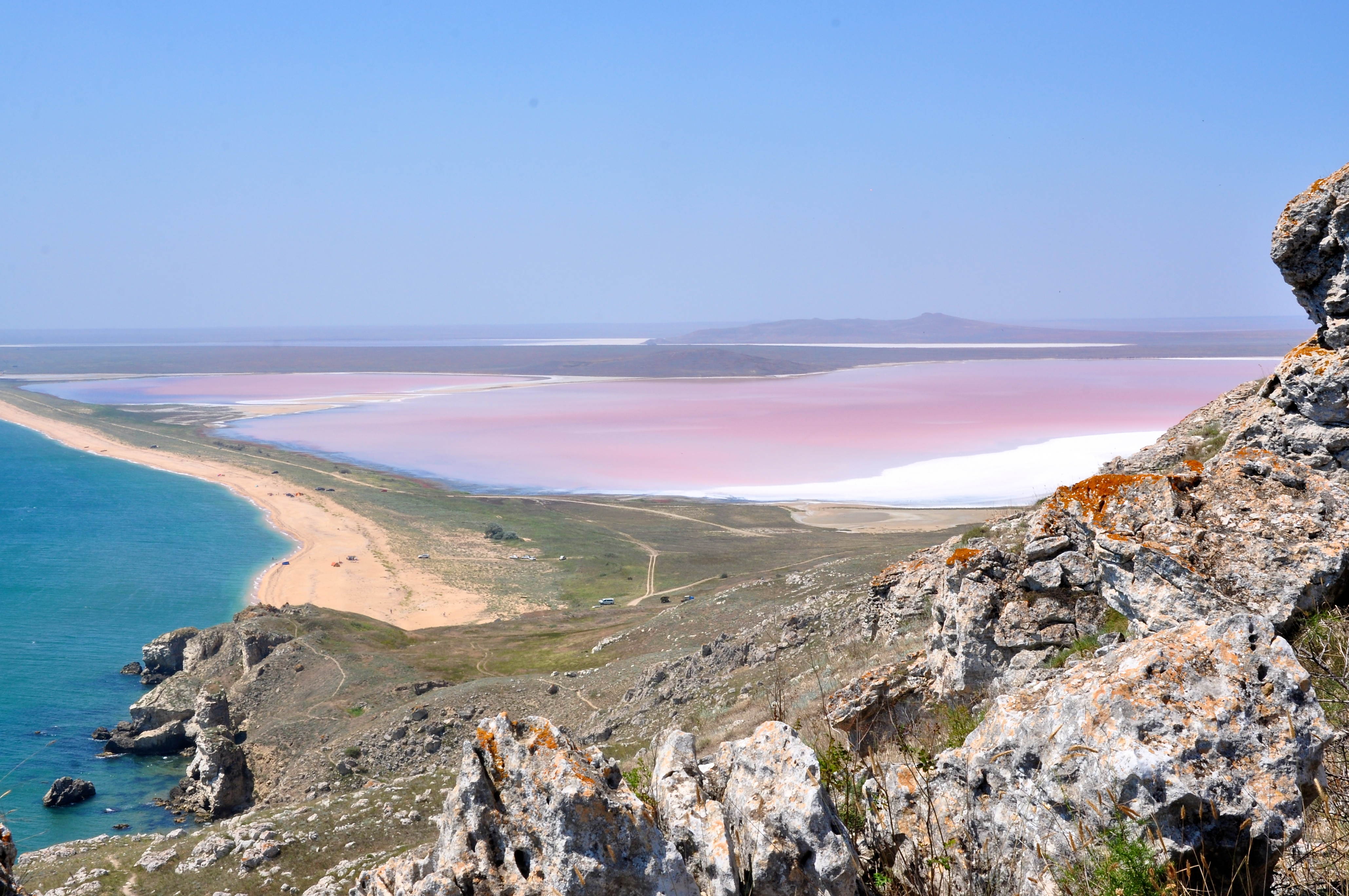